# Ådskär, Kimitoön
Ådskär är en ö i Finland. Den ligger i Skärgårdshavet och i kommunen Kimitoön i den ekonomiska regionen  Åboland i landskapet Egentliga Finland, i den sydvästra delen av landet. Ön ligger omkring 58 kilometer söder om Åbo och omkring 140 kilometer väster om Helsingfors.
Öns area är 5 hektar och dess största längd är 380 meter i sydväst-nordöstlig riktning. Ön höjer sig omkring 15 meter över havsytan.